# Cornelius Stribling

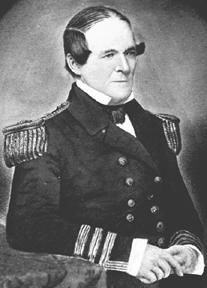
Cornelius K. Stribling

Cornelius Kinchiloe Stribling (* 22. September 1796 in Pendleton, Anderson County, South Carolina; † 17. Januar 1880 in Martinsburg, Berkeley County, West Virginia) war ein Konteradmiral (Rear Admiral (lh)) der United States Navy. Er war unter anderem Leiter (Superintendent) der United States Naval Academy (USNA).

## Leben
Cornelius Stribling war ein Sohn von Cpt. Thomas Stribling III (1763–1825) und dessen Frau Elizabeth Haile (1772–1809). Im Jahr 1812 trat er als Offiziersanwärter der US-Marine bei. In dieser durchlief er anschließend alle Offiziersränge bis zum Konteradmiral.
Zeitgleich mit dem Beginn seiner Laufbahn als Marineoffizier brach der Krieg von 1812 aus, an dem Stribling teilnahm. Er war zunächst auf der vormaligen britischen Fregatte Macedonian stationiert, das zwischenzeitlich von den Amerikanern erobert worden war. Allerdings war das Schiff schwer beschädigt. Im April 1813 war es wieder einsatzfähig, konnte aber den Hafen von New London in Connecticut wegen der britischen Blockade nicht verlassen. Daher kam das Schiff im laufenden Krieg nicht zum Einsatz.
Cornelius Stribling wurde im April 1814 auf die Fregatte Mohawk versetzt, auf der er bis zum April 1815 bis über das Kriegsende hinaus verblieb. Das Schiff war auf den Great Lakes eingesetzt und an der Blockade kanadischer Häfen in der Region beteiligt. In den folgenden Jahren diente Stribling auf verschiedenen amerikanischen Kriegsschiffen, wobei er rangmäßig immer weiter aufstieg. Unter anderem war er noch im Jahr 1815 am Zweiten Barbareskenkrieg beteiligt.
Während des Mexikanisch-Amerikanischen Kriegs diente er auf dem Linienschiff Ohio, das Küstenstädte im Westen Mexikos und in Niederkalifornien angriff. Am 1. Juli 1850 übernahm er als Nachfolger von Commander George P. Upshur als dritter Superintendent die Leitung der Marineakademie in Annapolis. Dieses Amt bekleidete er bis zum 1. November 1853 als Louis M. Goldsborough seine Nachfolge antrat. Anschließend kommandierte er bis zum Jahr 1855 die dampfbetriebene Fregatte San Jacinto. Danach erhielt er das Kommando über den Marinestützpunkt in Pensacola in Florida, aus dem später die heutige Naval Air Station Pensacola hervorging. Diese Aufgabe erfüllte er bis zum Jahr 1859. Danach leitete er bis 1862 die amerikanische East India Squadron, die zwischen 1835 und 1868 existierte. Sein Flaggschiff war damals die Hartford.
Aufgrund seines Alters war dann die Pensionierung von Cornelius Stribling vorgesehen. Wegen des inzwischen ausgebrochenen Amerikanischen Bürgerkriegs und seines Bekenntnisses zur Union wurde er aber im Dienst belassen. In der Folge erhielt er das Kommando über den Philadelphia Naval Shipyard, das er bis zum September 1864 innehatte. Im Oktober 1864 übernahm er im Rang eines Rear Admiral (lh) das Kommando über die East Gulf Blockading Squadron. Dieses Amt bekleidete er zwischen dem 12. Oktober 1864 bis zum 12. Juni 1865. Der Verband war mit der Blockade der Ostküste von Florida betraut. Am 6. August 1865 schied Cornelius Stribling aus dem aktiven Militärdienst aus.
Später wurde er Mitglied im Vorstand des United States Lighthouse Board, einer Regierungskommission zum Bau und Wartung von Leuchttürmen. Die eigentliche Durchführung dieser Arbeiten oblagen aber dem United States Army Corps of Engineers. Zwischen 1869 und 1871 war Stribling Vorsitzender dieser Kommission. Er starb am 17. Januar 1880 in Martinsburg in West Virginia und wurde auf dem Oak Hill Cemetery in Washington, D.C. beigesetzt.